# Maguette Ba
 (août 2025).
Maguette Ba est une jeune militante écologiste sénégalaise qui œuvre pour un environnement propre au Sénégal de par la lutte pour la protection des ressources naturelles et la sensibilisation des jeunes aux enjeux environnementaux.

## Biographie
Maguette Ba est originaire du Sénégal. Son nom signifie « vieille dame » dans sa culture, symbole (selon ses dires) de sagesse, de disponibilité et d'engagement envers ses proches,.  Elle s'engage pour la cause environnementale à l'âge de 15 ans, lorsqu'un cours sur les impacts du changement climatique, suivi d'un documentaire, lui font prendre conscience de la nécessité d'agir face à l'urgence climatique. Elle intègre alors un club environnemental dans son lycée et participe activement à une initiative de gestion écologique soutenue par l'Union europénne. A partir de cette expérience et convaincue que l'implication massive des jeunes dans les prises de décisions serait la solution aux problèmes environnementaux, elle décide d'étendre son action au déla de l'école en créant un mouvement global comprenant toute la jeunesse sénégalaise, engagée dans une dynamique qui aiderait à placer l'environnement au centre des préoccupations nationales,. Partisane d'une approche éducative et respectueuse des cultures locales, et d'un activisme environnemental africain, Maguette va à la rencontre des jeunes dans les écoles pour les ensibiliser au changement climatique.  Elle développe avec eux des initiatives adaptées aux besoins et aux priorités locales, comme le recyclage de vieux pneus de voitures transformés en siège ou banc, ou encore la création d'un jardin auto-géré par des élèves où ces derniers cultivent eux-mêmes des fruits et légumes pour leur consommation. Grâce à ses initiatives, Maguette est faite défenseuse de la jeunesse (Youth Advocate) en 2022 par UNICEF Sénégal,. Elle participe en septembre 2024 au sommet du Futur des Nations Unies à New York où elle partage l'histoire émouvante d'une adolescente sénégalaise qui est morte de soif dans la région aride du Ferlo, au nord-est du Sénégal, où il y a une rareté de ressources en eau,. 

## Distinction
- 2022 : UNICEF Sénégal Youth Advocate (défenseuse de la jeunesse)[1],[2]